# Time of useful consciousness
Time of useful consciousness (TUC), också kallat effective performance time (EPT), på svenska ungefär "Tid med användbart medvetande" eller "Tid med adekvat förmåga" är den tidsperiod som en individ har förmågan att tillförlitligt vidta erforderliga åtgärder, till exempel manövrera ett flygplan eller ta på sig en syrgasmask, i en situation där lufttryck eller syrgaskoncentration minskar.

## Allmänt
TUC är definierat som tiden från det att syretillförseln avbryts eller att lufttryck och/eller syrehalt sjunker tills att individen inte längre fungerar rationellt och inte har förmåga att vidta lämpliga korrigerande eller skyddande åtgärder. Det är således inte tiden till total medvetslöshet.
Vid snabba minskningar av lufttryck och/eller syrehalt, till exempel förlust av kabintryck på mycket hög höjd, så blir TUC mycket kort (mindre än 10 sekunder) vilket gör att fokus med nödvändighet blir på att utföra skyddande åtgärder (till exempel påsättning av syrgasmask) istället för korrigerande (till exempel manövrera flygplanet till lägre höjd) åtgärder.
Det lufttryck som råder vid upp till cirka 3 000 meters höjd, cirka 75 procent av normalt lufttryck, eller motsvarande minskning av syrets partialtryck genom att minska syrehalt vid normalt lufttryck från normala 21 procent till cirka 15 procent, har vid kortare vistelse visats ha obetydlig påverkan på en frisk person med normal lungfunktion.
Vid flyghöjder över 3 000 meter eller syrehalter under 15 procent avtar successivt förmågan att agera rationellt för att vid omkring 6 000 meter eller syrehalter under 10 procent övergå i akut livsfara.
För höjder i övre atmosfären eller i rymden antas en individ kunna vara vid medvetande under 6–9 sekunder.

## Individuella variationer
Det är stora variationer i vilka förhållanden som kan ge hypoxi, även hos en och samma person.  Rent allmänt försämras andning och syreupptagning med ökande ålder, och kan medföra att symptomen på hypoxi uppträder tidigare. Rökning försämrar syreupptagningsförmågan, och kan medföra att symptomen uppträder vid cirka 1 000 till 2 000 meters lägre höjd än vad som annars skulle vara fallet. Hypoxi kan framkallas och observeras i en tryckkammare där trycket reduceras. Detta kan vara användbart för att identifiera individuella symptom på hypoxi, eller få en uppfattning vid vilket tryck (eller motsvarande höjd) som orsaker problem för en viss person. Att få uppleva symptomen kan underlätta för en individ att själv förstå när åtgärder för att återställa tryck eller syrehalt måste vidtas.
Tabellen nedan återger genomsnittliga TUC enligt den amerikanska luftfartsmyndigheten Federal Aviation Administration. TUC anges dels för en situation "normal stigning" med en något långsammare tryckminskning, samt för en situation "snabb tryckminskning" genom till exempel ett plötsligt brott på flygplanets kabin. Individuella avvikelser från tabellens värden kan vara betydande. Till exempel så kan fysisk ansträngning under eller före TUC-perioden ge en "syre-skuld" som förkortar TUC.
| Höjd (mätt via lufttryck)   | TUC (normal stigning) | TUC (snabb tryck- minskning) |
| --------------------------- | --------------------- | ---------------------------- |
| FL180 (18 000 ft, 5 500 m)  | 20 till 30 minuter    | 10 till 15 minuter           |
| FL220 (22 000 ft, 6 700 m)  | 10 minuter            | 5 minuter                    |
| FL250 (25 000 ft, 7 600 m)  | 3 till 5 minuter      | 1,5 till 3,5 minuter         |
| FL280 (28 000 ft, 8 550 m)  | 2,5 till 3 minuter    | 1,25 till 1,5 minuter        |
| FL300 (30 000 ft, 9 150 m)  | 1 till 2 minuter      | 30 till 60 sekunder          |
| FL350 (35 000 ft, 10 650 m) | 30 sek till 1 minut   | 15 till 30 sekunder          |
| FL400 (40 000 ft, 12 200 m) | 15 till 20 sekunder   | 7 till 10 sekunder           |
| FL430 (43 000 ft, 13 100 m) | 9 till 12 sekunder    | 5 sekunder                   |
| FL500 (50 000 ft, 15 250 m) | 9 till 12 sekunder    | 5 sekunder                   |

## Omtalade händelser med hypoxi
En omtalad händelse med hypoxi på grund av tryckfall är Helios Airways Flight 522 som den 14 augusti 2005 startade från Cypern utan att flygplanets tryckkabin var aktiverad. Trots att tryckminskningen i kabinen skedde relativt långsamt i takt med planets stigning till normal flyghöjd blev piloterna inkapabla att vidta korrigerande åtgärder som att aktivera tryckkabinen eller att övergå till en låg flyghöjd. Piloterna blev något senare medvetslösa varefter planet flög herrelöst styrt av autopilot och störtade när bränslet tagit slut.